# Danmarks herrlandslag i ishockey
Danmarks herrlandslag i ishockey representerar Danmark i ishockey för herrar.

## Historik

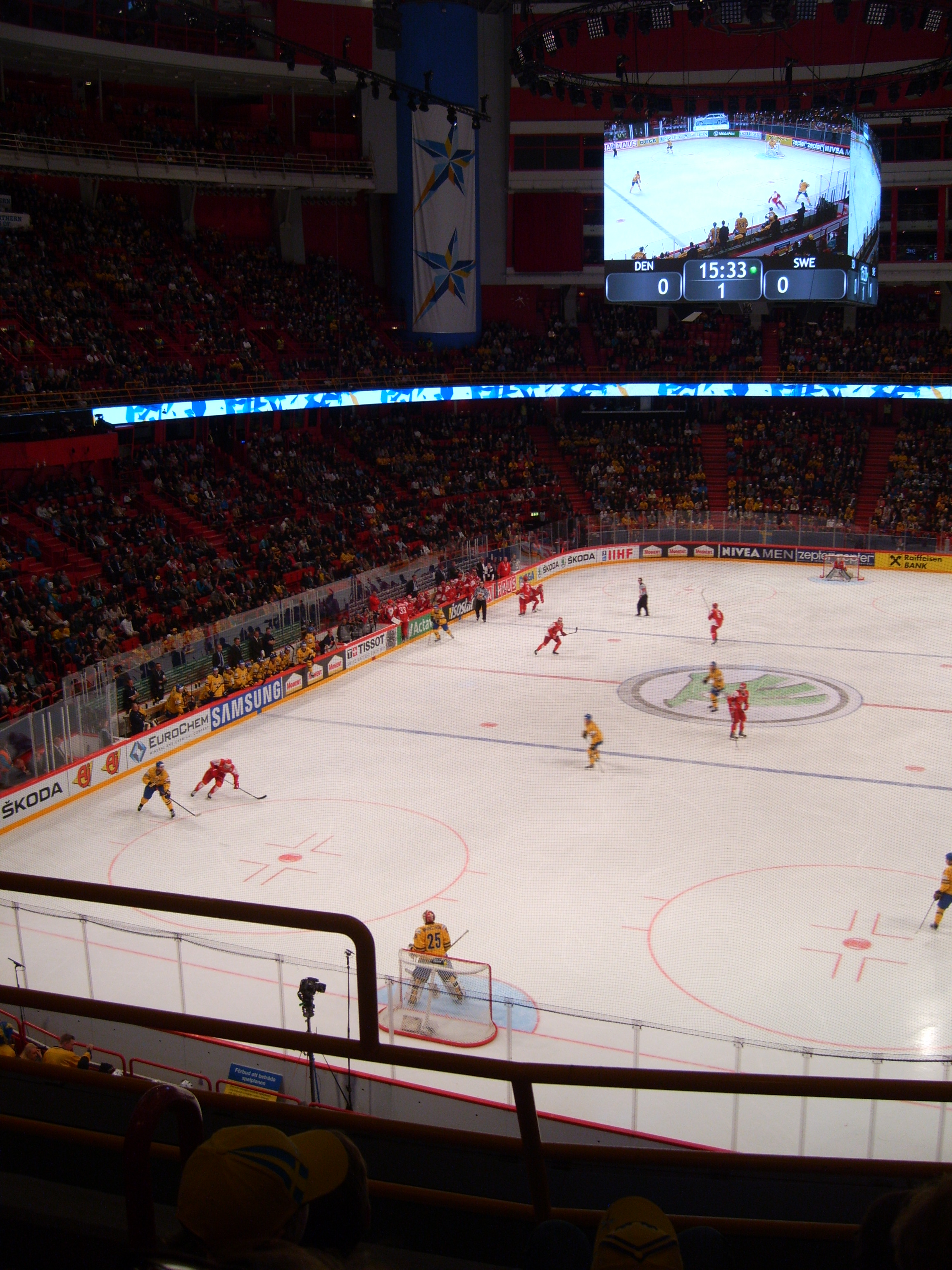
Danmark möter Sverige under 2013 års världsmästerskap i Stockholm, Sverige.

Danmarks första landskampen spelades den 12 februari 1949, i samband med det årets världsmästerskap i Stockholm i Sverige, och förlorades med 0-47 mot Kanada vilket följdes upp med 1-25 mot Österrike och Danmark slutade sist i sin grupp.
Danmark spelade sedan i världsmästerskapets lägre divisioner de kommande decennierna. Efter segern i Division I 2002 tillhör man dock A-gruppen. Vid världsmästerskapet 2003 i Finland chocköppnade Danmark och vann med 5-2 mot USA i inledningsmatchen. Senare under samma turnering spelade Danmark även 2-2 mot Kanada. Danmark har sedan dess hållit sig kvar i A-VM.
Vid världsmästerskapet 2010 i Tyskland chockade Danmark återigen ishockeyvärlden genom att slå Finland i den första gruppspelsmatchen med 4-1. Danskarnas form höll i sig i den efterföljande matchen då de besegrade USA med 2-1 efter sudden death. Danmark kvalificerade sig därmed för den andra gruppspelsomgången. Inför sista gruppspelsmatchen mot Tyskland valde Danmark att "vila" några nyckelspelare. Danmark dock fortsatte att skrälla med att vinna över Slovakien med 6-0, en match som anses vara en av största höjdpunkterna i dansk ishockey. Danmark gick till kvartsfinal för första gången, och förlorade med 2-4 mot Sverige.
I slutet av säsongen 2020–2021 tog Danmark sina första segrar över Sverige. Första vinsten kom den 29 april 2021, då danskarna vann med 3–2 vid en träningslandskamp i Malmö. Den 22 maj samma år, vid inledningsmatchen under världsmästerskapet i Lettland inledes, lyckades Danmark på nytt besegra Sverige, denna gång med 4–3 i Riga.
Vid världsmästerskapet 2025 lyckades Danmark för första gången i historien ta sig till semifinal i ett ishockey-VM genom att besegra Kanada i kvartsfinalen med 2-1. I semifinalen föll man med 0–7 mot Schweiz, innan man förlorade matchen om bronsmedaljerna med 2–6 mot Sverige. Men tack vare deras insats hamnade de på 9:e plats på världsrankningen, vilket är deras bästa placering någonsin.

## Profiler
- Mikkel Bødker
- Jesper Damgaard
- Jesper Duus
- Lars Eller
- Jannik Hansen
- Peter Hirsch
- Frans Nielsen
- Peter Regin
- Kim Staal
- Frederik Andersen
- Philip Larsen
- Morten Green
- Mads Christensen
- Oliver Lauridsen
- Nicklas Jensen
- Patrick Galbraith

## Förbundskaptener/Coacher
- 1989–1994:  Per Holten-Møller
- 1994–1996:  Dan Hobér
- 1996–2001:  Jim Brithén
- 2001–2006:  Mikael Lundström
- 2006–2008:  Mike Sirant
- 2008–2013:  Per Bäckman
- 2013–2018:  Janne Karlsson
- 2018–2023:  Heinz Ehlers
- 2023– :  Mikael Gath

## OS-turneringar
- 1952 - OS i Oslo, Norge - deltog ej
- 1956 - OS i Cortina d'Ampezzo, Italien - deltog ej
- 1960 - OS i Squaw Valley, USA - deltog ej
- 1964 - OS i Innsbruck, Österrike - deltog ej
- 1968 - OS i Grenoble, Frankrike - deltog ej
- 1972 - OS i Sapporo, Japan - deltog ej
- 1976 - OS i Innsbruck, Österrike - deltog ej
- 1980 - OS i Lake Placid, USA - deltog ej
- 1984 - OS i Sarajevo, Jugoslavien - deltog ej
- 1988 - OS i Calgary, Kanada - kvalificerade sig inte
- 1992 - OS i Albertville, Frankrike - deltog ej
- 1994 - OS i Lillehammer, Norge - deltog ej
- 1998 - OS i Nagano, Japan - kvalificerade sig inte
- 2002 - OS i Salt Lake City, USA - kvalificerade sig inte
- 2006 - OS i Turin, Italien - kvalificerade sig inte
- 2010 - OS i Vancouver, Kanada - kvalificerade sig inte
- 2014 - OS i Sotji, Ryssland - kvalificerade sig inte
- 2018 - OS i Pyeongchang, Sydkorea - kvalificerade sig inte
- 2022 - OS i Peking, Kina - kvalificerade sig

## VM-turneringar
- 1949 - A-VM i Sverige - tia (sist), 3 matcher, 0 segrar, 0 oavgjorda, 3 förluster, 4 gjorda mål, 70 insläppta mål, 0 poäng. (Danmark fullföljde inte hela turneringen.)
- 1962 - B-VM i USA - sexa (sist), 5 matcher, 0 segrar, 0 oavgjorda, 5 förluster, 9 gjorda mål, 42 insläppta mål, 0 poäng.
- 1963 - C-VM i Österrike - trea (brons), 5 matcher, 3 segrar, 0 oavgjorda, 2 förluster, 22 gjorda mål, 31 insläppta mål, 6 poäng.
- 1966 - C-VM i Jugoslavien - tvåa (silver), 4 matcher, 2 segrar, 0 oavgjorda, 2 förluster, 21 gjorda mål, 21 insläppta mål, 4 poäng.
- 1967 - C-VM i Frankrike - tvåa (silver), 4 matcher, 2 segrar, 0 oavgjorda, 2 förluster, 19 gjorda mål, 24 insläppta mål, 4 poäng.
- 1969 - C-VM i Jugoslavien - sexa (sist), 5 matcher, 0 segrar, 0 oavgjorda, 5 förluster, 7 gjorda mål, 32 insläppta mål, 0 poäng.
- 1970 - C-VM i Rumänien - femma, 6 matcher, 1 seger, 1 oavgjord, 4 förluster, 20 gjorda mål, 22 insläppta mål, 3 poäng.
- 1971 - C-VM i Nederländerna - sjua (näst sist), 7 matcher, 2 segrar, 0 oavgjorda, 5 förluster, 33 gjorda mål, 26 insläppta mål, 4 poäng.
- 1972 - C-VM i Rumänien - sexa (näst sist), 6 matcher, 1 seger, 0 oavgjorda, 5 förluster, 11 gjorda mål, 33 insläppta mål, 2 poäng.
- 1973 - C-VM i Nederländerna - sjua (näst sist), 7 matcher, 0 segrar, 2 oavgjorda, 5 förluster, 22 gjorda mål, 58 insläppta mål, 2 poäng.
- 1975 - C-VM i Bulgarien - sexa (näst sist), 6 matcher, 1 seger, 1 oavgjord, 4 förluster, 31 gjorda mål, 33 insläppta mål, 3 poäng.
- 1976 - C-VM i Polen - fyra (näst sist), 4 matcher, 1 seger, 0 oavgjorda, 3 förluster, 16 gjorda mål, 24 insläppta mål, 2 poäng.
- 1977 - C-VM i Danmark (hemmaplan) - tvåa (silver), 6 matcher, 5 segrar, 1 oavgjord, 0 förluster, 61 gjorda mål, 15 insläppta mål, 11 poäng.
- 1978 - C-VM i Spanien - trea (brons), 7 matcher, 4 segrar, 1 oavgjord, 2 förluster, 56 gjorda mål, 25 insläppta mål, 9 poäng.
- 1979 - B-VM i Rumänien - åtta, 7 matcher, 1 seger, 0 oavgjorda, 6 förluster, 16 gjorda mål, 36 insläppta mål, 2 poäng.
- 1981 - C-VM i Kina - fyra, 7 matcher, 3 segrar, 1 oavgjord, 3 förluster, 36 gjorda mål, 27 insläppta mål, 7 poäng.
- 1982 - C-VM i Spanien - trea (brons), 7 matcher, 4 segrar, 1 oavgjord, 2 förluster, 35 gjorda mål, 20 insläppta mål, 9 poäng.
- 1983 - C-VM i Ungern - fyra, 7 matcher, 4 segrar, 0 oavgjorda, 3 förluster, 24 gjorda mål, 26 insläppta mål, 8 poäng.
- 1985 - C-VM i Frankrike - femma, 7 matcher, 3 segrar, 0 oavgjorda, 4 förluster, 16 gjorda mål, 23 insläppta mål, 6 poäng.
- 1986 - C-VM i Spanien - femma, 7 matcher, 5 segrar, 0 oavgjorda, 2 förluster, 35 gjorda mål, 25 insläppta mål, 10 poäng.
- 1987 - C-VM i Danmark (hemmaplan) - tvåa (silver), 7 matcher, 5 segrar, 1 oavgjord, 1 förlust, 47 gjorda mål, 23 insläppta mål, 11 poäng.
- 1989 - B-VM i Norge - åtta (sist), 7 matcher, 0 segrar, 0 oavgjorda, 7 förluster, 9 gjorda mål, 44 insläppta mål, 0 poäng.
- 1990 - C-VM i Ungern - tvåa (silver), 8 matcher, 7 segrar, 0 oavgjorda, 1 förluster, 55 gjorda mål, 14 insläppta mål, 14 poäng.
- 1991 - C-VM i Danmark (hemmaplan) - etta (guld), 8 matcher, 7 segrar, 1 oavgjord, 0 förluster, 71 gjorda mål, 13 insläppta mål, 15 poäng.
- 1992 - B-VM i Österrike - fyra, 7 matcher, 4 segrar, 0 oavgjorda, 3 förluster, 23 gjorda mål, 24 insläppta mål, 8 poäng.
- 1993 - B-VM i Nederländerna - fyra, 7 matcher, 4 segrar, 0 oavgjorda, 3 förluster, 38 gjorda mål, 22 insläppta mål, 8 poäng.
- 1994 - B-VM i Danmark (hemmaplan) - femma, 7 matcher, 3 segrar, 0 oavgjorda, 4 förluster, 31 gjorda mål, 27 insläppta mål, 6 poäng.
- 1995 - B-VM i Slovakien - femma, 7 matcher, 3 segrar, 0 oavgjorda, 4 förluster, 30 gjorda mål, 28 insläppta mål, 6 poäng.
- 1996 - B-VM i Nederländerna - sexa, 7 matcher, 1 seger, 1 oavgjord, 5 förluster, 14 gjorda mål, 38 insläppta mål, 3 poäng.
- 1997 - B-VM i Polen - åtta (sist), 7 matcher, 0 segrar, 0 oavgjorda, 7 förluster, 19 gjorda mål, 44 insläppta mål, 0 poäng.
- 1998 - B-VM i Slovenien - fyra, 7 matcher, 3 segrar, 1 oavgjord, 3 förluster, 18 gjorda mål, 24 insläppta mål, 7 poäng.
- 1999 - B-VM i Danmark (hemmaplan) - etta (guld), 7 matcher, 6 segrar, 1 oavgjord, 0 förluster, 30 gjorda mål, 12 insläppta mål, 13 poäng.
- 2000 - A-VM kval i Frankrike, fyra (sist), 3 matcher, 1 seger, 0 oavgjorda, 2 förluster, 9 gjorda mål, 12 insläppta mål, 2 poäng.
- 2000 - B-VM i Polen - femma, 7 matcher, 2 segrar, 2 oavgjorda, 3 förluster, 22 gjorda mål, 19 insläppta mål, 6 poäng.
- 2001 - VM Division I i Frankrike - trea (brons), 5 matcher, 3 segrar, 0 oavgjorda, 2 förluster, 23 gjorda mål, 14 insläppta mål, 6 poäng.
- 2002 - VM Division I i Ungern - etta (guld), 5 matcher, 5 segrar, 0 oavgjorda, 0 förluster, 40 gjorda mål, 10 insläppta mål, 10 poäng.
- 2003 - VM i Finland - elva, 6 matcher, 1 seger, 1 oavgjord, 4 förluster, 13 gjorda mål, 27 insläppta mål, 3 poäng.
- 2004 - VM i Tjeckien - tolva, 6 matcher, 1 seger, 0 oavgjorda, 5 förluster, 10 gjorda mål, 36 insläppta mål, 2 poäng.
- 2005 - VM i Österrike - fjortonde, 6 matcher, 2 segrar, 1 oavgjord, 3 förluster, 12 gjorda mål, 20 insläppta mål, 5 poäng.
- 2006 - VM i Lettland - trettonde, 6 matcher, 2 segrar, 1 oavgjord, 3 förluster, 17 gjorda mål, 19 insläppta mål, 5 poäng.
- 2007 - VM i Ryssland - tia, 6 matcher, 2 segrar, 4 förluster, 0 sudden deaths-/straffläggningssegrar, 0 sudden deaths-/straffläggningsförluster, 15 gjorda mål, 29 insläppta mål, 6 poäng.
- 2008 - VM i Kanada - tolva, 6 matcher, 1 seger, 4 förluster, 1 sudden deaths-/straffläggningsseger, 0 sudden deaths-/straffläggningsförluster, 15 gjorda mål, 28 insläppta mål, 5 poäng.
- 2009 - VM i Schweiz - trettonde, 6 matcher, 3 segrar, 2 förluster, 0 sudden deaths-/straffläggningssegrar, 1 sudden deaths-/straffläggningsförlust, 18 gjorda mål, 19 insläppta mål, 10 poäng.
- 2010 - VM i Tyskland - åtta, 7 matcher, 2 segrar, 4 förluster, 1 sudden deaths-/straffläggningsseger, 0 sudden deaths-/straffläggningsförluster, 17 gjorda mål, 17 insläppta mål, 8 poäng
- 2011 - VM i Slovakien - elva, 6 matcher, 0 segrar, 4 förluster, 2 sudden deaths-/straffläggningssegrar, 0 sudden deaths-/straffläggningsförluster, 12 gjorda mål, 24 insläppta mål, 4 poäng.
- 2012 - VM i Finland/Sverige - trettonde, 7 matcher, 1 seger, 5 förluster, 0 sudden deaths-/straffläggningssegrar, 1 sudden deaths-/straffläggningsförlust, 13 gjorda mål, 23 insläppta mål, 4 poäng.
- 2013 - VM i Sverige/Finland - tolva, 7 matcher, 1 seger, 3 förluster, 1 sudden deaths-/straffläggningsseger, 2 sudden deaths-/straffläggningsförluster, 13 gjorda mål, 20 insläppta mål, 6 poäng.
- 2014 - VM i Vitryssland - trettonde, 7 matcher, 1 seger, 5 förluster, 1 sudden deaths-/straffläggningsseger, 0 sudden deaths-/straffläggningsförluster, 17 gjorda mål, 27 insläppta mål, 5 poäng.
- 2015 - VM i Tjeckien - fjortonde, 7 matcher, 1 seger, 5 förluster, 0 sudden deaths-/straffläggningssegrar, 1 sudden deaths-/straffläggningsförlust, 10 gjorda mål, 20 insläppta mål, 4 poäng.
- 2016 - VM i Ryssland - åttonde, 8 matcher, 2 segrar, 3 förluster, 2 sudden deaths-/straffläggningssegrar, 1 sudden deaths-/straffläggningsförlust, 18 gjorda mål, 27 insläppta mål, 11 poäng.
- 2017 - VM i Tyskland/Frankrike - tolva, 7 matcher, 1 seger, 4 förluster, 2 sudden deaths-/straffläggningssegrar, 0 sudden deaths-/straffläggningsförluster, 13 gjorda mål, 22 insläppta mål, 7 poäng.
- 2018 - VM i Danmark (hemmaplan) - tia, 7 matcher, 3 segrar, 3 förluster, 1 sudden deaths-/straffläggningsseger, 0 sudden deaths-/straffläggningsförluster, 13 gjorda mål, 17 insläppta mål, 11 poäng
- 2019 - VM i Slovakien - elva, 7 matcher, 1 seger, 4 förluster, 1 sudden deaths-/straffläggningsseger, 1 sudden deaths-/straffläggningsförlust, 18 gjorda mål, 23 insläppta mål, 6 poäng
- 2020 - VM i Schweiz - Inställt
- 2021 - VM i Lettland - tolva, 7 matcher, 2 segrar, 3 förluster, 1 sudden deaths-/straffläggningsseger, 1 sudden deaths-/straffläggningsförlust, 13 gjorda mål, 15 insläppta mål, 9 poäng
- 2022 - VM i Finland - nia, 7 matcher, 4 segrar, 3 förluster, 0 sudden deaths-/straffläggningssegrar, 0 sudden deaths-/straffläggningsförluster, 18 gjorda mål, 18 insläppta mål, 12 poäng
- 2023 - VM i Finland/Lettland - tia, 7 matcher, 2 segrar, 4 förluster, 1 sudden deaths-/straffläggningsseger, 0 sudden deaths-/straffläggningsförluster, 19 gjorda mål, 26 insläppta mål, 8 poäng

## VM-statistik

### 1949-2006
| VM-Turneringar    | Matcher | Segrar | Oavgjorda | Förluster | Gjorda mål | Insläppta mål | Poäng |
| ----------------- | ------- | ------ | --------- | --------- | ---------- | ------------- | ----- |
| A-VM              | 27      | 8      | 3         | 16        | 56         | 172           | 19    |
| B-VM/Division I   | 92      | 35     | 5         | 52        | 322        | 384           | 75    |
| C-VM/Division II  | 118     | 62     | 10        | 46        | 638        | 545           | 134   |
| D-VM/Division III | 0       | 0      | 0         | 0         | 0          | 0             | 0     |

### 2007-
| VM-Turneringar | Matcher | Segrar | Förluster | Sudden deaths-/Straffläggningssegrar | Sudden deaths-/Straffläggningsförluster | Gjorda mål | Insläppta mål | Poäng |
| -------------- | ------- | ------ | --------- | ------------------------------------ | --------------------------------------- | ---------- | ------------- | ----- |
| VM             | 74      | 15     | 44        | 10                                   | 5                                       | 164        | 256           | 70    |
| Division I     | 0       | 0      | 0         | 0                                    | 0                                       | 0          | 0             | 0     |
| Division II    | 0       | 0      | 0         | 0                                    | 0                                       | 0          | 0             | 0     |
| Division III   | 0       | 0      | 0         | 0                                    | 0                                       | 0          | 0             | 0     |

- ändrat poängsystem efter VM 2006, där seger ger 3 poäng istället för 2 och att matcherna får avgöras genom sudden death (övertid) och straffläggning vid oavgjort resultat i full tid. Vinnaren får där 2 poäng, förloraren 1 poäng.